# C-more ENTERTAINMENT
C-more ENTERTAINMENT（しーもあえんたーていめんと），是日本的AV事務所。地址是東京都澀谷區神宮前6-28-9。

## 概要
主要業務是AV女優的管理。
Japan production guild（日本プロダクション協会）的成員。

## 所屬女優
- JULIA
- 桐谷茉莉
- 明里紬
- 本庄鈴
- Miru
- 青空ひかり
- 希代あみ（日语：希代あみ）
- 有坂真宵
- 三宮椿
- 水野朝陽
- 唯月優花（日语：唯月優花）
- 愛田せいら
- 赤玘えちか
- 朝日奈かれん
- 伊織涼子（日语：伊織涼子）
- 川口ともか
- 沙和れもん
- 高敷るあ
- 橘@ハム（日语：橘@ハム）
- 月下あいり
- 渚沢まゆ
- 七碧のあ
- 並平梨世
- 成宮ありあ
- 西谷美咲
- 春明潤（日语：春明潤）
- 前乃菜菜
- まみや羽花
- 若月美衣奈
- 鈴原みらん
- 時田亞美
- 多田有花

### 過去的所屬女優
- 桜羽のどか（日语：桜羽のどか）
- 益坂美亞
- 夢見照うた（日语：夢見照うた）
- 奏音花音
- 伊東真緒（日语：伊東真緒）
- あゆみ
- 飯山香織（日语：飯山香織）
- 野々宮みさと（日语：野々宮みさと）
- 四葉さな
- 米津響（日语：米津響）
- 小島りりか（日语：小島りりか）
- 白咲ゆず（日语：白咲ゆず）
- 如月せな
- 小宵虎南

## 外部連結
- 官方网站
- C-more@AVプロダクション的X（前Twitter）
- C-more Entertainment的Instagram帳戶
- C-moreマネージャーブログ （页面存档备份，存于）（2017年1月1日 - ）
- C-more BLOG （页面存档备份，存于）（2017年1月6日 - ）
- C-more ♀スタッフたけだれい的X（前Twitter）
- C-more Entertainment ♀staff的Instagram帳戶